# Congruent getal

De Egyptische driehoek met zijden 3, 4 en 5 en oppervlakte 6

Een congruent getal is een geheel getal dat de oppervlakte kan zijn van een rechthoekige driehoek waarvan de lengten van de zijden rationale getallen zijn. Het kleinste congruente getal is 5, behorend bij een driehoek met zijden 3/2, 20/3 en 41/6; het volgende is 6, behorend bij de Egyptische driehoek (zijden 3, 4 en 5 lang). Daarna volgen 7, 13, 14, 15, 20, 21 enzovoorts.
| Congruente getallentabel: {\displaystyle n\leq 120}                                             | Congruente getallentabel: {\displaystyle n\leq 120}                                             | Congruente getallentabel: {\displaystyle n\leq 120}                                             | Congruente getallentabel: {\displaystyle n\leq 120}                                             | Congruente getallentabel: {\displaystyle n\leq 120}                                             | Congruente getallentabel: {\displaystyle n\leq 120}                                             | Congruente getallentabel: {\displaystyle n\leq 120}                                             | Congruente getallentabel: {\displaystyle n\leq 120}                                             | Congruente getallentabel: {\displaystyle n\leq 120}                                             |
| —: niet-congruent getal C: vierkantvrij congruent getal V: Congruent getal met vierkante factor | —: niet-congruent getal C: vierkantvrij congruent getal V: Congruent getal met vierkante factor | —: niet-congruent getal C: vierkantvrij congruent getal V: Congruent getal met vierkante factor | —: niet-congruent getal C: vierkantvrij congruent getal V: Congruent getal met vierkante factor | —: niet-congruent getal C: vierkantvrij congruent getal V: Congruent getal met vierkante factor | —: niet-congruent getal C: vierkantvrij congruent getal V: Congruent getal met vierkante factor | —: niet-congruent getal C: vierkantvrij congruent getal V: Congruent getal met vierkante factor | —: niet-congruent getal C: vierkantvrij congruent getal V: Congruent getal met vierkante factor | —: niet-congruent getal C: vierkantvrij congruent getal V: Congruent getal met vierkante factor |
| {\displaystyle n}                                                                               | 1                                                                                               | 2                                                                                               | 3                                                                                               | 4                                                                                               | 5                                                                                               | 6                                                                                               | 7                                                                                               | 8                                                                                               |
| ----------------------------------------------------------------------------------------------- | ----------------------------------------------------------------------------------------------- | ----------------------------------------------------------------------------------------------- | ----------------------------------------------------------------------------------------------- | ----------------------------------------------------------------------------------------------- | ----------------------------------------------------------------------------------------------- | ----------------------------------------------------------------------------------------------- | ----------------------------------------------------------------------------------------------- | ----------------------------------------------------------------------------------------------- |
|                                                                                                 | —                                                                                               | —                                                                                               | —                                                                                               | —                                                                                               | C                                                                                               | C                                                                                               | C                                                                                               | —                                                                                               |
| {\displaystyle n}                                                                               | 9                                                                                               | 10                                                                                              | 11                                                                                              | 12                                                                                              | 13                                                                                              | 14                                                                                              | 15                                                                                              | 16                                                                                              |
|                                                                                                 | —                                                                                               | —                                                                                               | —                                                                                               | —                                                                                               | C                                                                                               | C                                                                                               | C                                                                                               | —                                                                                               |
| {\displaystyle n}                                                                               | 17                                                                                              | 18                                                                                              | 19                                                                                              | 20                                                                                              | 21                                                                                              | 22                                                                                              | 23                                                                                              | 24                                                                                              |
|                                                                                                 | —                                                                                               | —                                                                                               | —                                                                                               | V                                                                                               | C                                                                                               | C                                                                                               | C                                                                                               | V                                                                                               |
| {\displaystyle n}                                                                               | 25                                                                                              | 26                                                                                              | 27                                                                                              | 28                                                                                              | 29                                                                                              | 30                                                                                              | 31                                                                                              | 32                                                                                              |
|                                                                                                 | —                                                                                               | —                                                                                               | —                                                                                               | V                                                                                               | C                                                                                               | C                                                                                               | C                                                                                               | —                                                                                               |
| {\displaystyle n}                                                                               | 33                                                                                              | 34                                                                                              | 35                                                                                              | 36                                                                                              | 37                                                                                              | 38                                                                                              | 39                                                                                              | 40                                                                                              |
|                                                                                                 | —                                                                                               | C                                                                                               | —                                                                                               | —                                                                                               | C                                                                                               | C                                                                                               | C                                                                                               | —                                                                                               |
| {\displaystyle n}                                                                               | 41                                                                                              | 42                                                                                              | 43                                                                                              | 44                                                                                              | 45                                                                                              | 46                                                                                              | 47                                                                                              | 48                                                                                              |
|                                                                                                 | C                                                                                               | —                                                                                               | —                                                                                               | —                                                                                               | V                                                                                               | C                                                                                               | C                                                                                               | —                                                                                               |
| {\displaystyle n}                                                                               | 49                                                                                              | 50                                                                                              | 51                                                                                              | 52                                                                                              | 53                                                                                              | 54                                                                                              | 55                                                                                              | 56                                                                                              |
|                                                                                                 | —                                                                                               | —                                                                                               | —                                                                                               | V                                                                                               | C                                                                                               | V                                                                                               | C                                                                                               | V                                                                                               |
| {\displaystyle n}                                                                               | 57                                                                                              | 58                                                                                              | 59                                                                                              | 60                                                                                              | 61                                                                                              | 62                                                                                              | 63                                                                                              | 64                                                                                              |
|                                                                                                 | —                                                                                               | —                                                                                               | —                                                                                               | V                                                                                               | C                                                                                               | C                                                                                               | V                                                                                               | —                                                                                               |
| {\displaystyle n}                                                                               | 65                                                                                              | 66                                                                                              | 67                                                                                              | 68                                                                                              | 69                                                                                              | 70                                                                                              | 71                                                                                              | 72                                                                                              |
|                                                                                                 | C                                                                                               | —                                                                                               | —                                                                                               | —                                                                                               | C                                                                                               | C                                                                                               | C                                                                                               | —                                                                                               |
| {\displaystyle n}                                                                               | 73                                                                                              | 74                                                                                              | 75                                                                                              | 76                                                                                              | 77                                                                                              | 78                                                                                              | 79                                                                                              | 80                                                                                              |
|                                                                                                 | —                                                                                               | —                                                                                               | —                                                                                               | —                                                                                               | C                                                                                               | C                                                                                               | C                                                                                               | V                                                                                               |
| {\displaystyle n}                                                                               | 81                                                                                              | 82                                                                                              | 83                                                                                              | 84                                                                                              | 85                                                                                              | 86                                                                                              | 87                                                                                              | 88                                                                                              |
|                                                                                                 | —                                                                                               | —                                                                                               | —                                                                                               | V                                                                                               | C                                                                                               | C                                                                                               | C                                                                                               | V                                                                                               |
| {\displaystyle n}                                                                               | 89                                                                                              | 90                                                                                              | 91                                                                                              | 92                                                                                              | 93                                                                                              | 94                                                                                              | 95                                                                                              | 96                                                                                              |
|                                                                                                 | —                                                                                               | —                                                                                               | —                                                                                               | V                                                                                               | C                                                                                               | C                                                                                               | C                                                                                               | V                                                                                               |
| {\displaystyle n}                                                                               | 97                                                                                              | 98                                                                                              | 99                                                                                              | 100                                                                                             | 101                                                                                             | 102                                                                                             | 103                                                                                             | 104                                                                                             |
|                                                                                                 | —                                                                                               | —                                                                                               | —                                                                                               | —                                                                                               | C                                                                                               | C                                                                                               | C                                                                                               | —                                                                                               |
| {\displaystyle n}                                                                               | 105                                                                                             | 106                                                                                             | 107                                                                                             | 108                                                                                             | 109                                                                                             | 110                                                                                             | 111                                                                                             | 112                                                                                             |
|                                                                                                 | —                                                                                               | —                                                                                               | —                                                                                               | —                                                                                               | C                                                                                               | C                                                                                               | C                                                                                               | V                                                                                               |
| {\displaystyle n}                                                                               | 113                                                                                             | 114                                                                                             | 115                                                                                             | 116                                                                                             | 117                                                                                             | 118                                                                                             | 119                                                                                             | 120                                                                                             |
|                                                                                                 | —                                                                                               | —                                                                                               | —                                                                                               | V                                                                                               | V                                                                                               | C                                                                                               | C                                                                                               | V                                                                                               |

Er is geen enkel algoritme bekend dat van een gegeven getal eenduidig kan beslissen of het een congruent getal is of niet.

## Algebraïsche definitie
Een geheel getal {\displaystyle a} heet een congruent getal als er positieve gehele getallen {\displaystyle x,\,y,\,z} en {\displaystyle t} bestaan die een oplossing vormen van het stelsel van twee Diofantische vergelijkingen:
{\displaystyle x^{2}-ay^{2}=z^{2}}
{\displaystyle x^{2}+ay^{2}=t^{2}}
Dat houdt in dat het gehele getal {\displaystyle a} congruent is, als er rationale getallen  {\displaystyle p,\,q,\,r} zijn,zodanig dat 
{\displaystyle q^{2}-a=p^{2}}
en
{\displaystyle q^{2}+a=r^{2}}
Het bovenstaande stelsel van Diofantische vergelijkingen oplossen is equivalent aan het oplossen van de Diofantische vergelijking:
{\displaystyle x^{2}-a^{2}y^{4}=z^{2}}

## Eigenschappen
Als {\displaystyle a} een congruent getal is dan is elk product van {\displaystyle a} met het kwadraat van een geheel getal ook congruent. Het volstaat dus om congruente getallen te zoeken tussen de kwadraatvrije getallen, dat zijn de getallen die geen kwadraat als deler hebben. Men noemt deze de primitieve congruente getallen (rij A006991 in OEIS).
In 1952 bewees Kurt Heegner dat alle priemgetallen in de rij 5, 13, 21, 29, 37, ... (stappen van 8) congruent zijn. Congruente getallen zijn echter niet allemaal priemgetallen.
Volgens de laatste stelling van Fermat kunnen kwadraten geen congruente getallen zijn.
In 1974 formuleerden Alter en Curtz het volgende vermoeden: als {\displaystyle a\equiv 5,\ 6{\text{ of }}7\ {\pmod {8}}} dan is {\displaystyle a} een congruent getal.

## Enkele voorbeelden
Positieve gehele getallen van de volgende vorm zijn steeds congruente getallen:
{\displaystyle x^{4}+4y^{4}}
{\displaystyle 2x^{4}+2y^{4}}
{\displaystyle x^{4}-y^{4}}
Hierin zijn {\displaystyle x} en {\displaystyle y} gehele getallen. Als {\displaystyle x} en {\displaystyle y}verschillende pariteit hebben (een getal is even en het andere is oneven) dan zijn volgende getallen ook congruent:
{\displaystyle x^{4}+6x^{2}y^{2}+y^{4}}
{\displaystyle x^{4}-6x^{2}y^{2}+y^{4}}

## Verband metelliptische krommen
Een positief geheel getal {\displaystyle a} is congruent als de elliptische kromme
{\displaystyle ay^{2}=x^{3}-x}
een rationaal punt heeft met {\displaystyle y} verschillend van nul (een rationaal punt is een punt {\displaystyle (x,y)}met rationale coördinaten {\displaystyle x} en {\displaystyle y}). Het vermoeden van Birch en Swinnerton-Dyer voorspelt dat dit altijd het geval is als {\displaystyle a} congruent is met 5, 6, of 7 modulo 8.